# Balz

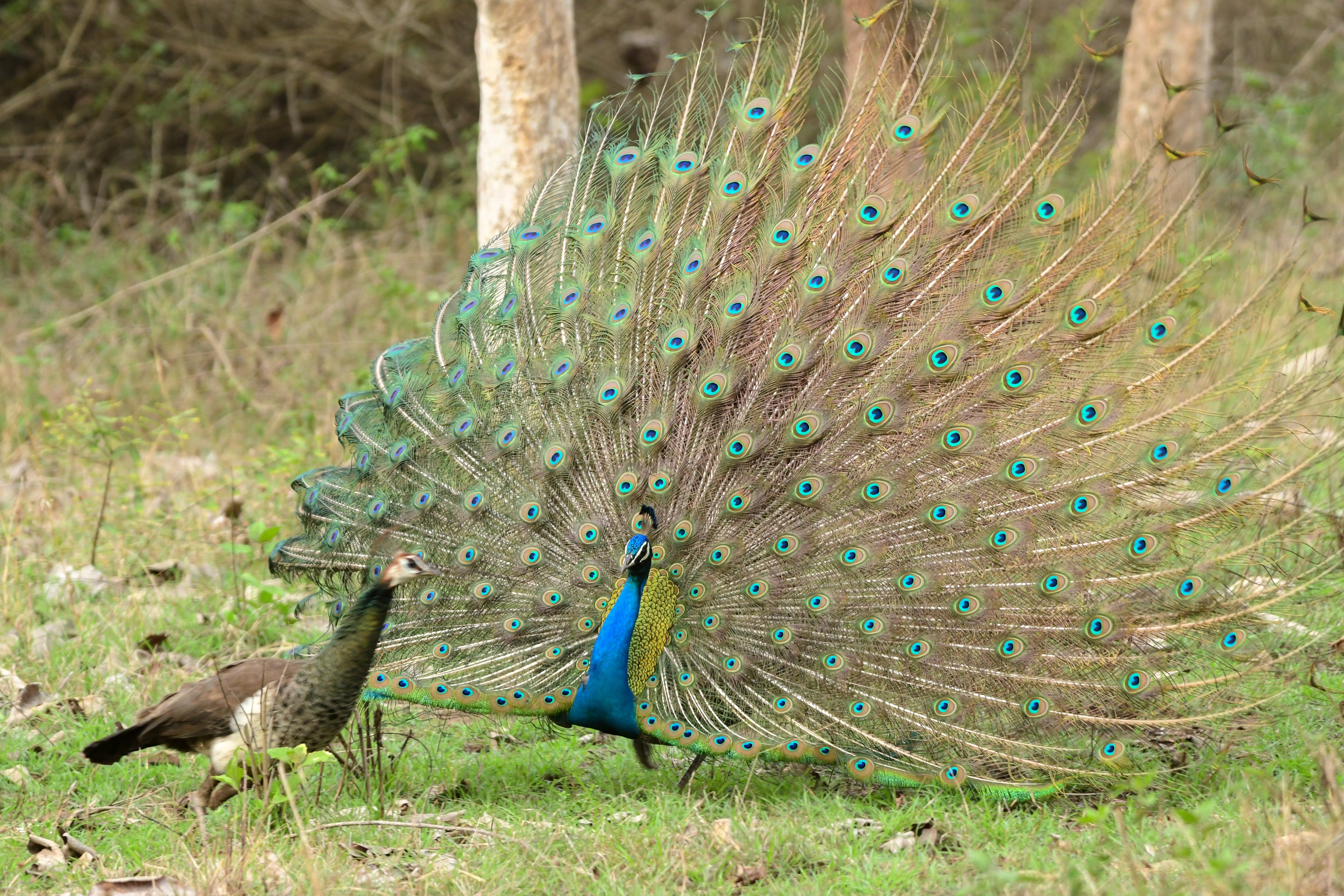
Balzender Pfauenhahn und Henne

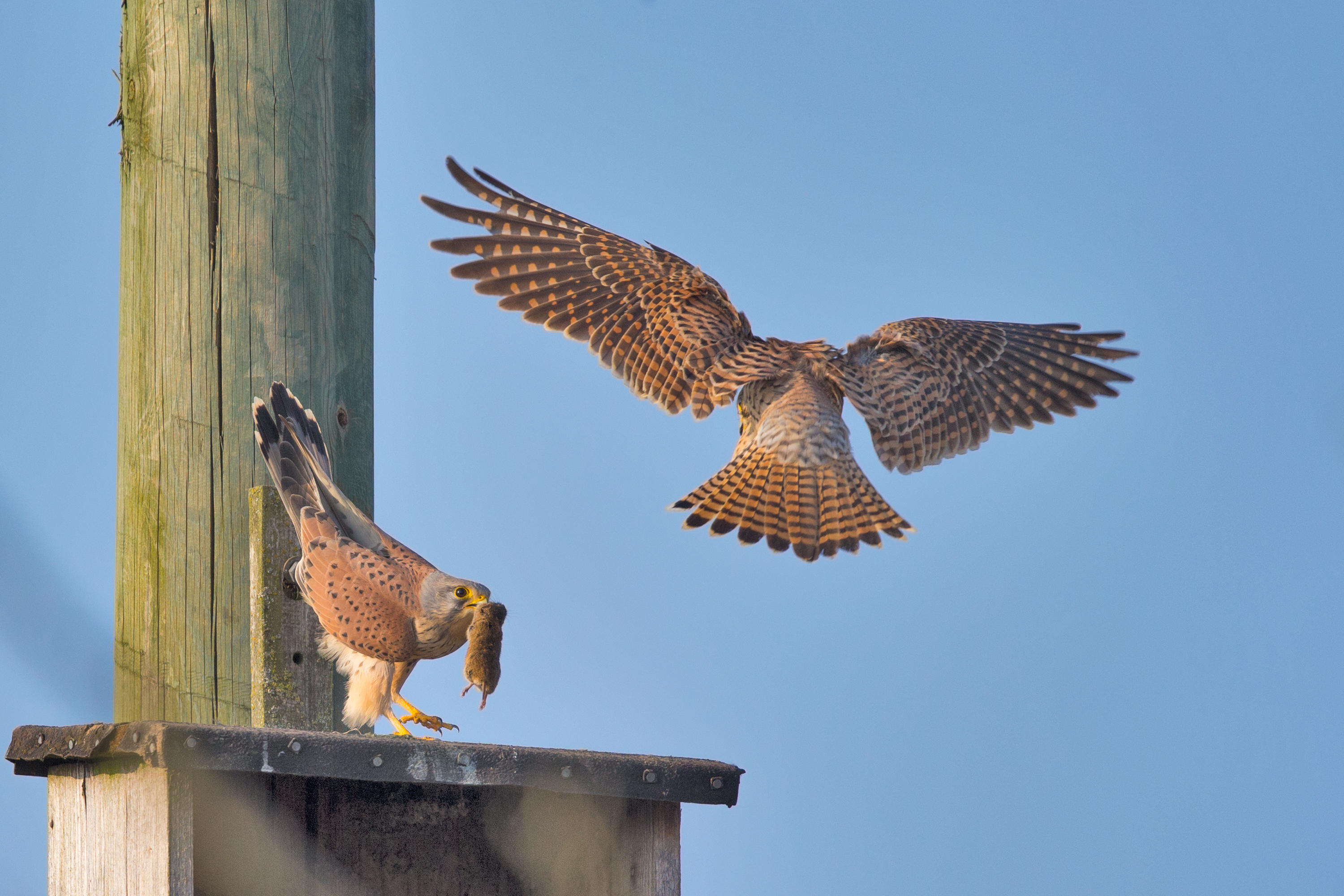
Turmfalke übergibt dem Weibchen am Nistkasten eine Maus

Die Balz ist das werbende Vorspiel der Begattung von Tieren. Manchmal dient auch die „Balz danach“ der Paarbildung.

## Verhalten

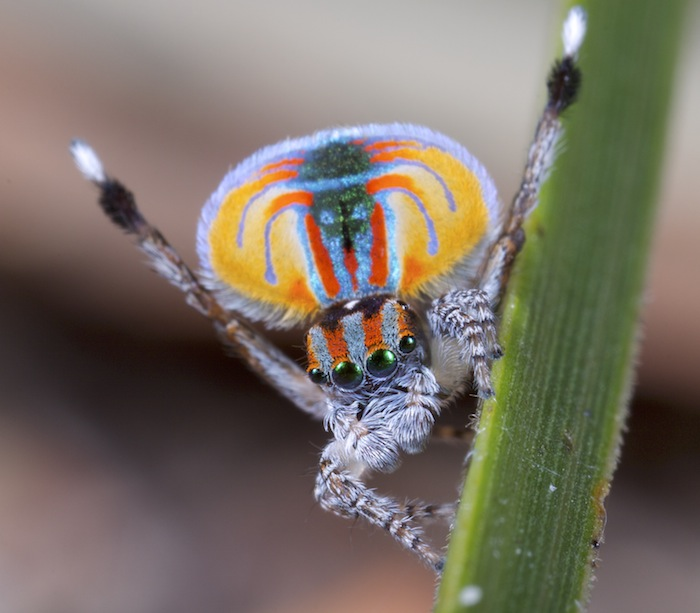
Pfauenspinne in Balzfärbung

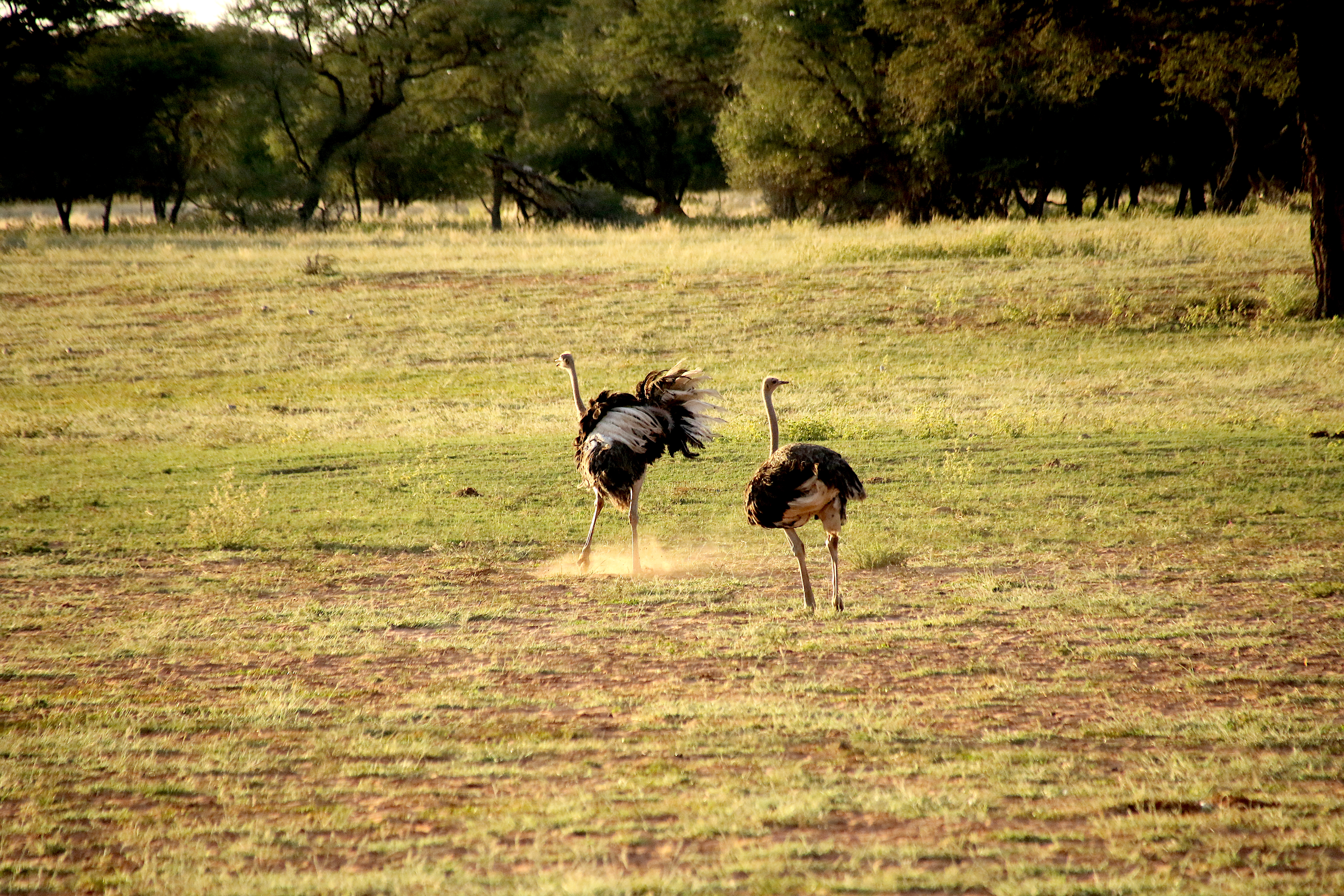
Strauss beim Balzritual auf Farm Neuhof in Namibia (2018)

Bei dauerhaft paarbildenden Arten benutzen Verhaltensforscher den Begriff Balz gelegentlich in einem stark erweiterten Sinne auch für Verhaltensweisen, die nicht unmittelbar der Begattung vorausgehen, sondern als Elemente zur Förderung des Paarzusammenhalts oder der Paarbildung gedeutet werden.
Viele Tiere haben eine spezielle Balztracht, also einen Körperschmuck, der speziell zum Balzen eingesetzt wird. Gleichzeitig ist dies häufig eine Form der Warntracht. Beispiele: Vögel bekommen spezielle Federn (Hochzeitskleid genannt), einige Molche verfärben sich.
Bei manchen Arten balzen die Männchen einzeln vor dem Weibchen während bei anderen sich die Männchen zur Balz versammeln und von den beobachtenden Weibchen zur Paarung ausgewählt werden (Beispiele: Birkhuhn, Beifußhuhn). Bei einigen balzen auch Weibchen und Männchen gemeinsam. Bei manchen Vogelarten beobachtet man bei paarungsbereiten Weibchen das Lahnen.
Ein mehr oder weniger ausgeprägtes Balzverhalten zur Vorbereitung der Paarung findet sich bei den meisten Wirbeltieren. Bei vielen Fischen beobachtet man ein gegenseitiges Umkreisen und eine besondere Balzfärbung. Bei vielen Froscharten ertönt ein Froschkonzert durch ausgiebiges Quaken, auch Krötenarten geben typische Laute von sich. Bei vielen Säugetieren sind arttypische instinktive Verhaltensketten zu beobachten, die sowohl Lockverhalten des Weibchens als auch Imponierverhalten des Männchens mit umfassen. Diese Verhaltensrituale dienen zum einen dazu, dem Geschlechtspartner die Paarungsbereitschaft zu signalisieren, sie dienen aber auch der für die Überwindung der Individualdistanz erforderlichen Beschwichtigung, da sich die Tiere außerhalb der Paarungszeiten körperlich nicht so nahekommen. Eine Unterschreitung der normalen Individualdistanz könnte ohne vorhergehendes Balzverhalten fälschlich als Aggression aufgefasst werden. Die Paarungsbereitschaft ist Folge einer verstärkten Bildung von Geschlechtshormonen. Bei den Tieren, die einen Geruchssinn haben, spielen bei der Auslösung des Balzverhaltens auch Duftsignale eine Rolle. Durch das Balzverhalten wird die Hormonlage noch weiter verändert, so dass es danach zu einer einvernehmlichen Begattung kommen kann. Entsprechendes gilt auch für den Menschen. Anders als bei anderen Säugetieren ist jedoch die Paarungsbereitschaft beim Menschen nicht an feste Paarungszeiten gebunden.

## Wortherkunft
Ursprünglich bezeichnete das seit dem 14. Jahrhundert bekannte Wort Balz vor allem das Paarungsvorspiel von Birkhuhn und Auerhuhn. Später wurde der Begriff weit über die größeren, jagdbaren Vögel hinaus benutzt, also zum Beispiel auch für das Sexualverhalten von Fischen.
Die etymologische Herleitung des Begriffs Balz ist bislang nicht eindeutig geklärt. In Fachbüchern wird jedoch auf eine gemeinsame Herkunft mit dem Verb bolzen (= pochen, klopfen, schlagen) verwiesen, das in den skandinavischen Sprachen heute mundartlich als baltra (Norwegen) und bulta (Schweden) im Sinne von sich wälzen, vorwärts stürmen nachweisbar ist.

## Belege
1. ↑  Desmond Morris: Der nackte Affe. Droemer Knaur Verlag, 1968.
2. ↑  Alois Walde: Vergleichendes Wörterbuch der Indogermanischen Sprachen. De Gruyter, Berlin 1973 (1927), Band 3, S. 184 (bei Google Books)-